# Kai Havertz
Kai Lukas Havertz (født 11. juni 1999) er en tysk professionel fodboldspiller, som spiller for den engelske klub Arsenal og for det tyske landshold.
I klubben Arsenal, spiller han i spiller trøjen nummer 29.
Da Havertz debuterede for Bayer Leverkusen i 2016, blev han klubbens yngste debutant nogensinde i Bundesligaen, og han var også deres yngste målscorer nogensinde, da han scorede sit første mål. Han var ligeledes den yngste spiller, der nåede milepæle for 50 og 100 ligakampe i den tyske Bundesliga.

## Klubkarriere

### Tidlige år
Havertz er født i Aachen, Nordrhein-Westfalen, og begyndte at spille som fireårig for den lokale hold Alemannia Mariadorf i Aachen, hvor hans bedstefar var formand. I 2009 fik han ungdomskontrakt med 2. Bundesliga-klubben Alemannia Aachen, hvor han kun tilbragte et år i klubbens akademi, før han kom til Leverkusen i en alder af 11.
I de efterfølgende år måtte han overvinde udfordringer med vokseværk, og i 2016 blev han efter at have scoret 18 mål for klubbens U/17-hold, tildelt Fritz Walter-medaljen i sølv, før han brød igennem på Leverkusens seniorhold det følgende år.

### Bayer Leverkusen
Havertz blev den yngste spiller, der nogensinde har spillet for Bayer Leverkusen i Bundesligaen, da han fik sin ligadebut den 15. oktober 2016 i en alder af kun 17 år og 126 dage, hvor Havertz blev skiftet ind i stedet for Charles Aránguiz i det 83. minut i Leverkusens 1-2 nederlag til Werder Bremen. Rekorden mistede han dog senere til Florian Wirtz i 2020, der var 111 dage yngre end Havertz, da han fik sin debut.
Den 17. februar 2017 lagde han op til målet, da hans holdkammerat Karim Bellarabi scorede det 50.000. bundesligamål.
Fire dage senere fik han på grund af karantæne til Hakan Çalhanoğlu debut i Champions League, da han startede inde og spillede 56 minutter mod Atlético Madrid i ottendedelsfinalen. Han var dog forhindret i at kunne deltage i returopgøret i marts, da kampen lå i eksamensperioden på hans skole.
Han scorede sit første mål for klubben den 2. april, da han udlignede i det 89. minut i en 3–3 kamp mod Wolfsburg. Målet betød, at han satte endnu en klubrekord som Leverkusens yngste målscorer nogensinde i Bundesligaen i en alder af 17 år. Han sluttede sæsonen med 28 optrædener på tværs af alle turneringer og scorede fire mål, to af dem var mod Hertha BSC på den sidste dag i sæsonen, da Leverkusen sluttede ligaen på tolvteplads.
I april 2018 blev han den yngste spiller nogensinde til at nå 50 Bundesliga-optrædener i en alder af 18 år og 307 dage, en rekord, der tidligere var sat af Timo Werner.
Havertz forsatte med at imponere i den efterfølgende sæson, selvom Leverkusen havde problemer i ligaen, og midtvejs i sæsonen var han den eneste spiller, der havde startet hver kamp for klubben, og han havde scoret seks mål undervejs. Den 20. september 2018 scorede Havertz sine to første mål i europæiske turneringer i en 3–2 sejr over Ludogorets Razgrad i UEFA Europa League 2018-19.
Den 26. januar 2019 blev han Leverkusens yngste målscorer på straffespark, da han scorede i en 3–0 liga sejr over Wolfsburg i en alder af 19 år, 7 måneder og 16 dage. Den efterfølgende måned blev han den næstyngste til at opnå 75 bundesligakampe, kun overgået af Julian Draxler, da han startede og scorede i en 2–0 sejr over Fortuna Düsseldorf. Den 13 april, scorede han i sin kamp nr 100 for Leverkusen, da han hjalp sin klub med en 1–0 liga sejr over Stuttgart. Målet var hans 13. i sæsonen, hvilket gjorde ham til den yngste spiller siden Stuttgarts egen Horst Köppel i 1967–68 til at score 13 mål i en enkelt ligasæson.
Den 5. maj 2019 scorede han sit femtende mål i sæsonen i en 6–1 sejr over Eintracht Frankfurt i en kamp, hvor der for første gang nogensinde blev scoret syv mål i første halvleg i en bundesligakamp. I den sidste kamp i sæsonen blev han den mest scorende teenager i en bundesligasæson, da han scorede sit 17. mål i en 5–1 sejr over Hertha BSC. I slutningen af sæsonen fik han andenpladsen i afstemningen om årets tyske fodboldspiller og tabte med kun 37 stemmer til Marco Reus.
I åbningskampen for sæsonen 2019-2020 i Bundesligaen scorede Havertz i Leverkusens 3–2 sejr over Paderborn, og derved blev han den næstyngste spiller nogensinde efter Horst Köppel til at score 25 bundesligamål for klubben. I december, da han var 20 år, seks måneder og fire dage, slog han endnu en af Timo Werners rekorder, da han blev den yngste spiller nogensinde til at nå 100 bundesligakampe. Han startede inde, da Leverkusen tabte 2–0 til FC Köln. I 2019–20 UEFA Europa League scorede Havertz i begge kampe mod FC Porto i sekstendedelsfinalerne, og han scorede endnu et mål i et 2–1 nederlaget til Inter i kvartfinalerne.

### Chelsea
Den 4. september 2020 skrev Havertz under på en fireårig kontrakt med Premier League-klubben Chelsea F.C. Transfersummen lød på cirka £62 millioner, en pris der kan stige til £71 million afhængig af hans præstationer, hvilket gjorde ham til Chelseas næstdyreste spiller, kun overgået af Kepa Arrizabalaga. Den 14. september debuterede han for Chelsea i første runde af Premier League mod Brighton & Hove Albion i en kamp, som endte med en 3–1 sejr på udebane. Den 23. september scorede Havertz sit første hattrick og sine første Chelsea-mål i en 6–0 hjemmebanesejr over Barnsley i tredje runde af EFL Cup. Havertz scorede sit første Premier League-mål mod Southampton den 17. oktober i en kamp, der endte 3–3 på hjemmebane. Den 4. november 2020 offentliggjorde Chelsea, at Havertz var testet positiv for COVID-19.
Den 29. maj 2021 startede Havertz inde for Chelsea mod Manchester City i Champions League-finalen og scorede kampens eneste mål, som også var hans første mål i turneringen for klubben. Han sikrede dermed Chelsea klubbens andet Champions League-trofæ.

## Landsholdskarriere

### Ungdom
Havertz fik debut for Tyskland U/16 den 11 november 2014, hvor han startede i en venskabskamp mod Tjekkiet U/16. Tyskland vandt kampen 3–1.
Havertz blev i 2016 udtaget til Tysklands trup til U/17 Europamesterskabet i fodbold i Azerbajdsjan.
Han optrådte i alle fem af Tysklands kampe og scorede en gang, før Tyskland U/17 blev elimineret af Spanien U/17 i semifinalen.
Efter et 15-måneders fravær fra ungdomslandskampe debuterede Havertz for Tyskland U/19 31. august 2017 i 0-0-venskabskampen mod Schweiz U/19 og kom ind i det 72. minut for Palkó Dárdai. Den 4. oktober 2017 scorede Havertz fire mål i sin tredje optræden for U/19-holdet i en 5-1 sejr mod Hviderusland U/19 i første runde af det europæiske kvalifikationskamp for under 19 år. Han blev senere udnævnt som anfører på der tyske U/19 hold.

### A-landsholdet
Den 29. august 2018 blev Havertz udtaget til det tyske A-landshold for første gang af cheftræner Joachim Löw.
Han var med i Tysklands trup i kampene mod Frankrig i UEFA Nations League og en venskabskamp mod Peru. Havertz fik A-landholdsdebut den 9. september 2018, da han kom ind i det 88. minut som afløser for Timo Werner mod Peru; Tyskland vandt kampen 2–1 på hjemmebane. Da han debuterede, blev han den første spiller født i 1999 til at repræsentere det tyske landshold.

## Spillestil
Havertz er blevet beskrevet som en teknisk begavet, tofods midtbanespiller, der er komfortabel med bolden på begge fødder og er dygtig med hovedet.
I løbet af sine formative år trak hans spillestil tidlige sammenligninger med landsmanden Mesut Özil, hvor Havertz selv indrømmede, at Arsenal-midtbanespilleren var en spiller, han så op til. I en alder af 19 år og efter adskillige imponerende præstationer i Bundesligaen var der blevet draget yderligere sammenligninger mellem Havertz og tidligere Bayer Leverkusen-spillere som Michael Ballack og Toni Kroos, og nogle begyndte at beskrive ham som en kombination af alle tre og en "Alleskönner"- en spiller der kan gøre alt.

## Karriere statistikker

### Klub
Oversigten er opdateret til og med kampe spillet 15. maj 2021 
| Klub             | Sæson          | Liga           | Liga  | Liga | Pokal | Pokal | Liga cup | Liga cup | Europa | Europa | Total | Total |
| Klub             | Sæson          | Division       | Kampe | Mål  | Kampe | Mål   | Kampe    | Mål      | Kampe  | Mål    | Kampe | Mål   |
| ---------------- | -------------- | -------------- | ----- | ---- | ----- | ----- | -------- | -------- | ------ | ------ | ----- | ----- |
| Bayer Leverkusen | 2016–17        | Bundesliga     | 24    | 4    | 1     | 0     | —        | —        | 3      | 0      | 28    | 4     |
| Bayer Leverkusen | 2017–18        | Bundesliga     | 30    | 3    | 5     | 1     | —        | —        | —      | —      | 35    | 4     |
| Bayer Leverkusen | 2018–19        | Bundesliga     | 34    | 17   | 2     | 0     | —        | —        | 6      | 3      | 42    | 20    |
| Bayer Leverkusen | 2019–20        | Bundesliga     | 30    | 12   | 5     | 2     | —        | —        | 10     | 4      | 45    | 18    |
| Bayer Leverkusen | Total          | Total          | 118   | 36   | 13    | 3     | —        | —        | 19     | 7      | 150   | 46    |
| Chelsea          | 2020–21        | Premier League | 26    | 4    | 5     | 1     | 1        | 3        | 11     | 0      | 43    | 8     |
| Karriere total   | Karriere total | Karriere total | 144   | 40   | 18    | 4     | 1        | 3        | 30     | 7      | 193   | 54    |

1. ↑  Includes DFB-Pokal, FA Cup
2. ↑  Includes EFL Cup
3. 1 2  Kampe i UEFA Champions League
4. ↑  Kampe i UEFA Europa League
5. ↑  Fem kampe i UEFA Champions League, fem kampe og fire mål i UEFA Europa League

### Landshold
Oversigten er opdateret til og med kampe spillet 31. marts 2021 
| Landshold | År    | Kampe | Mål |
| --------- | ----- | ----- | --- |
| Tyskland  | 2018  | 2     | 0   |
| Tyskland  | 2019  | 5     | 1   |
| Tyskland  | 2020  | 3     | 1   |
| Tyskland  | 2021  | 3     | 1   |
| Total     | Total | 13    | 3   |

Fra den kamp, der spilles den 25. marts 2021. Den tyske score er anført først, scorekolonnen angiver score efter hvert Havertz-mål.
| No. | Dato            | Sted                                  | Modstander | Score | Resultat | Turnering                         |
| --- | --------------- | ------------------------------------- | ---------- | ----- | -------- | --------------------------------- |
| 1   | 9 October 2019  | Signal Iduna Park, Dortmund, Tyskland | Argentina  | 2–0   | 2–2      | Friendly                          |
| 2   | 13 October 2020 | RheinEnergieStadion, Köln, Tyskland   | Schweiz    | 2–2   | 3–3      | 2020–21 UEFA Nations League A     |
| 3   | 25 March 2021   | MSV-Arena, Duisburg, Tyskland         | Island     | 2–0   | 3–0      | 2022 FIFA World Cup kvalifikation |

## Hæder
Chelsea
UEFA Champions League i 2020-21
- FA Cup andenplads: 2020–21[58]

Individuel
- U/17 Europamesterskabet i fodbold Turneringens hold: 2016[59]
- Fritz Walter Medal U17-sølv: 2016[60]
- Fritz Walter Medal U19-guld: 2018[61]
- Bundesligasæsonens hold: 2018–19[62]
- Kicker: Sæsonens bundesligahold 2018–19[63]
- Månedens Bundesliga-spiller: April 2019, maj 2019,[64] maj 2020[65]
- UEFA Champions League Gennembrudsholdet: 2019[66]
- UEFA Europa League sæsonens hold: UEFA Europa League 2019–20 2019–20[67]